# 어 글림프스 인사이드 더 마인드 오브 찰스 스완 3세
어 글림프스 인사이드 더 마인드 오브 찰스 스완 3세(A Glimpse Inside the Mind of Charles Swan III)는 미국에서 제작된 로만 코폴라 감독의 2012년 코미디 영화이다. 메리 엘리자베스 윈스티드 등이 주연으로 출연하였다.

## 출연

### 주연
- 메리 엘리자베스 윈스티드
- 찰리 쉰
- 빌 머레이

### 조연
- 오브리 플라자
- 제이슨 슈왈츠먼
- 패트리샤 아퀘트
- 캐서린 윈닉
- 맥신 반즈
- 리차드 에드슨
- 제임스 파라다이스
- 켈리 커닝햄

## 제작진
- 프로듀서: 로만 코폴라
- 프로듀서: 유어리 헨리